# Dienerinnen der heiligen Kindheit Jesu
Die Dienerinnen der heiligen Kindheit Jesu, vollständiger Name: Dienerinnen der heiligen Kindheit Jesu vom Dritten Orden des heiligen Franziskus – Oberzeller Franziskanerinnen – sind ein römisch-katholischer Frauenorden mit Mutterhaus in Oberzell.

## Geschichte

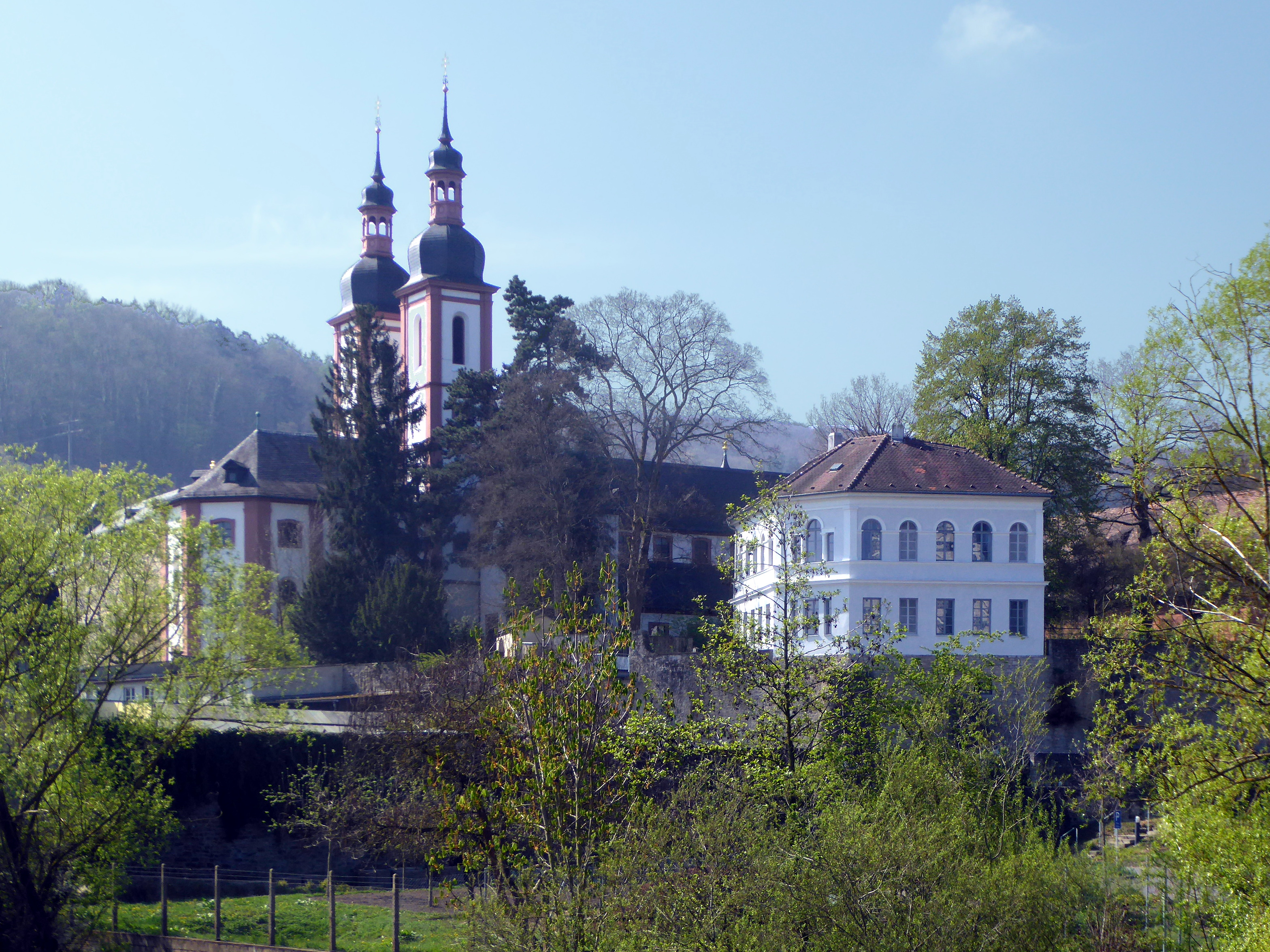
Die Klosterkirche St. Michael mit Klostermauer und dem von Peter Speeth 1812/13 während der säkularen Zeit erbaute „Schlösschen“ (rechts)

Am Pfingstfest 1855 gründete die Würzburgerin Antonia Werr (1813–1868) die Kongregation der Dienerinnen der heiligen Kindheit Jesu.
Ihre Absicht war die leibliche und geistige Betreuung verwahrloster Frauen und Mädchen.
Es folgte eine lange Suche nach einem geeigneten Standort. Wichtige Verbündete waren Freiherr Maximilian von Pelkhoven (1796–1864) und der Franziskaner-Minorit Pater Franz Ehrenburg (1823–1889). Sie mietete schließlich das so genannte „Schlösschen“ im säkularisierten Kloster Oberzell bei Würzburg. Hier eröffnete sie an Pfingsten 1855 mit vier Helferinnen ein Haus, um strafentlassene Frauen zu resozialisieren.
Im Jahr 1863 schloss sich die Gemeinschaft dem Regulierten Dritten Orden des Heiligen Franziskus an.
Die Kongregation der Dienerinnen der heiligen Kindheit Jesu erhielt 1888 die kirchliche Anerkennung.
1901 bezog die Gemeinschaft das ehemalige Prämonstratenserkloster Oberzell.
1908 erhielten die Dienerinnen der heiligen Kindheit Jesu die staatliche und 1936 die päpstliche Anerkennung. Die Oberzeller Schwestern betreuten auch das 1911 vom Katholischen Fürsorgeverein gegründete Fürsorgeheim für Mädchen, Frauen und Kinder St. Josef in der Frankfurter Straße 24, das damals über eine Obdachlosenstation für erziehungsbedürftige weibliche Jugendliche verfügte und heute noch als Therapeutisches Heim Sankt Joseph besteht. Unter anderem arbeiteten die Oberzeller Schwestern auch in der Stiftung Juliusspital Würzburg.
1929 gingen die ersten Schwestern nach Amerika und 1951 wurden Schwestern nach Südafrika gesandt, die dort die Region der heiligen  Clara gründeten.
1963 übernahm der Orden die ehemalige Internatsschule der Missionsbenediktiner in St. Ludwig und bauten dort eine Mädchenschule mit Mädchenheim auf, das heutige Antonia-Werr-Zentrum.
Im März 2025 gab die Gemeinschaft bekannt, eine wissenschaftliche Studie zur sexualisierten Gewalt in Auftrag gegeben zu haben, nachdem ein konkreter Fall sexualisierter Gewalt durch eine Oberzeller Schwester bekannt wurde. Sie soll ermitteln, „in welchem Ausmaß [diese] gegen Kinder und Jugendliche im Verantwortungsbereich der Kongregation in der Vergangenheit vorkam und wie damit umgegangen wurde“. Der Zwischenbericht werde im Februar 2026 erwartet, der Studienabschluss ist für Februar 2027 geplant.

## Konvente
Im Jahr 1962 hatte die Gemeinschaft 1175 Mitglieder. 2007 bestanden neben dem Hauptsitz in der Abtei Oberzell 28 Niederlassungen in Deutschland, zwei in Südafrika und zwei in den USA.
Im Jahr 2013 bestanden 23 Konvente in Deutschland, hauptsächlich in Zell und in Würzburg.
Konvente in den USA und in Südafrika:
- Trenton, New Jersey, Regionalhaus.[10]
- In Südafrika bestehen zwei Konvente in KwaZulu-Natal und in Ostkap.[10]

2025 gehörten 87 Mitglieder zu der Gemeinschaft. 69 Schwestern leben in Deutschland, fünf in den USA und 13 in Südafrika. Seit 2007 ist Katharina Ganz die Generaloberin, ab Herbst 2025 wird die Gemeinschaft von Juliana Seelmann geleitet.